# Charity Opara
Charity Opara, född den 20 maj 1972, är en nigeriansk före detta friidrottare som tävlade i kortdistanslöpning.
Oparas främsta merit är att hon ingick i det nigerianska stafettlaget på 4 x 400 meter som blev silvermedaljörer efter USA vid Olympiska sommarspelen 1996. 
Inidviduellt blev hon femma på 400 meter vid inomhus-VM 1997 i Paris. Hon var även avstängd åren 1992 - 1996 för doping.

## Personliga rekord
- 400 meter - 49,29